# Monviso-Venezia - Il Padania 2012
La Monviso-Venezia - Il Padania 2012, seconda edizione della corsa, si è svolta in cinque tappe dal 3 al 7 settembre 2012 affrontando un percorso totale di 915,4 km. È stata vinta dall'italiano Vincenzo Nibali con il tempo di 22h33'52".

## Tappe
| Tappa  | Data        | Percorso                                                 | km    | Vincitore di tappa      | Leader cl. generale |
| ------ | ----------- | -------------------------------------------------------- | ----- | ----------------------- | ------------------- |
| 1ª-1ª  | 3 settembre | Sant'Agostino > Bondeno                                  | 83,2  | Enrico Rossi            | Enrico Rossi        |
| 1ª-2ª  | 3 settembre | San Giovanni in Persiceto > Crevalcore (cron. a squadre) | 18,8  | Colnago-CSF Inox        | Sonny Colbrelli     |
| 2ª     | 4 settembre | Poggio Renatico > San Vendemiano                         | 223,2 | Sacha Modolo            | Sonny Colbrelli     |
| 3ª     | 5 settembre | Castelfranco Veneto > Merate                             | 229,7 | Oscar Gatto             | Vincenzo Nibali     |
| 4ª     | 6 settembre | Lazzate > Passo della Bocchetta                          | 186,3 | Vincenzo Nibali         | Vincenzo Nibali     |
| 5ª     | 7 settembre | Acqui Terme > Frabosa Soprana                            | 174,2 | Carlos Alberto Betancur | Vincenzo Nibali     |
| Totale | Totale      | Totale                                                   | 915,4 |                         |                     |

## Squadre e corridori partecipanti
| N.    | Cod. | Squadra                      |
| ----- | ---- | ---------------------------- |
| 1-8   | AND  | Androni Giocattoli-Venezuela |
| 11-18 | LAM  | Lampre-ISD                   |
| 21-28 | LIQ  | Liquigas-Cannondale          |
| 31-38 | ASA  | Acqua & Sapone               |
| 41-48 | UNA  | Utensilnord-Named            |
| 51-56 | COG  | Colnago-CSF Inox             |
| 61-68 | FAR  | Farnese Vini-Selle Italia    |
| 71-78 | ADR  | Adria Mobil                  |
| 81-88 | IDE  | Team Idea                    |
| 91-98 | PPO  | Team Nippo                   |

| N.      | Cod. | Squadra                        |
| ------- | ---- | ------------------------------ |
| 101-107 | COL  | Colombia-Coldeportes           |
| 111-118 | CCC  | CCC-Polsat Polkowice           |
| 121-128 | TIK  | Itera-Katusha                  |
| 131-138 | VBG  | Team Vorarlberg                |
| 141-148 | SCS  | Team Specialized Concept Store |
| 151-158 | TSV  | Topsport Vlaanderen-Mercator   |
| 161-168 | LOK  | Lokosphinx                     |
| 171-178 | LET  | Leopard-Trek Continental Team  |
| 181-188 | MKT  | Meridiana-Kamen Team           |

## Dettagli delle tappe

### 1ª tappa - 1ª semitappa
- 3 settembre: Sant'Agostino > Bondeno – 83,2 km

Risultati
| Pos. | Corridore        | Squadra     | Tempo    |
| ---- | ---------------- | ----------- | -------- |
| 1    | Enrico Rossi     | Meridiana   | 1h55'12" |
| 2    | Massimo Graziato | Lampre-ISD  | s.t.     |
| 3    | Filippo Baggio   | Utensilnord | s.t.     |

| Pos. | Corridore        | Squadra     | Tempo    |
| ---- | ---------------- | ----------- | -------- |
| 1    | Enrico Rossi     | Meridiana   | 1h55'12" |
| 2    | Massimo Graziato | Lampre-ISD  | s.t.     |
| 3    | Filippo Baggio   | Utensilnord | s.t.     |

### 1ª tappa - 2ª semitappa
- 3 settembre: San Giovanni in Persiceto > Crevalcore – Cronometro a squadre – 18,8 km

Risultati
| Pos. | Squadra                      | Tempo  |
| ---- | ---------------------------- | ------ |
| 1    | Colnago-CSF Inox             | 20'23" |
| 2    | Androni Giocattoli-Venezuela | a 4"   |
| 3    | Liquigas-Cannondale          | a 7"   |

| Pos. | Corridore          | Squadra | Tempo   |
| ---- | ------------------ | ------- | ------- |
| 1    | Sonny Colbrelli    | Colnago | 2h15'35 |
| 2    | Gianluca Brambilla | Colnago | s.t.    |
| 3    | Domenico Pozzovivo | Colnago | s.t.    |

### 2ª tappa
- 4 settembre: Poggio Renatico > San Vendemiano – 223,2 km

Risultati
| Pos. | Corridore           | Squadra    | Tempo    |
| ---- | ------------------- | ---------- | -------- |
| 1    | Sacha Modolo        | Colnago    | 5h24'16" |
| 2    | Maximiliano Richeze | Team Nippo | s.t.     |
| 3    | Alessandro Petacchi | Lampre-ISD | s.t.     |

| Pos. | Corridore          | Squadra | Tempo    |
| ---- | ------------------ | ------- | -------- |
| 1    | Sonny Colbrelli    | Colnago | 7h39'51" |
| 2    | Gianluca Brambilla | Colnago | s.t.     |
| 3    | Domenico Pozzovivo | Colnago | s.t.     |

### 3ª tappa
- 5 settembre: Castelfranco Veneto > Merate – 229,7 km

Risultati
| Pos. | Corridore         | Squadra       | Tempo    |
| ---- | ----------------- | ------------- | -------- |
| 1    | Oscar Gatto       | Farnese Vini  | 5h51'09" |
| 2    | Vincenzo Nibali   | Liquigas      | s.t.     |
| 3    | Riccardo Chiarini | Androni Gioc. | a 13"    |

| Pos. | Corridore         | Squadra       | Tempo     |
| ---- | ----------------- | ------------- | --------- |
| 1    | Vincenzo Nibali   | Liquigas      | 13h31'01" |
| 2    | Riccardo Chiarini | Androni Gioc. | a 12"     |
| 3    | Oscar Gatto       | Farnese Vini  | a 14"     |

### 4ª tappa
- 6 settembre: Lazzate > Passo della Bocchetta – 186,3 km

Risultati
| Pos. | Corridore         | Squadra     | Tempo    |
| ---- | ----------------- | ----------- | -------- |
| 1    | Vincenzo Nibali   | Liquigas    | 4h31'39" |
| 2    | Davide Rebellin   | Meridiana   | a 4"     |
| 3    | Kristijan Đurasek | Adria Mobil | a 4"     |

| Pos. | Corridore          | Squadra       | Tempo     |
| ---- | ------------------ | ------------- | --------- |
| 1    | Vincenzo Nibali    | Liquigas      | 18h02'30" |
| 2    | Riccardo Chiarini  | Androni Gioc. | a 40"     |
| 3    | Domenico Pozzovivo | Colnago       | a 40"     |

### 5ª tappa
- 7 settembre: Acqui Terme > Frabosa Soprana – 174,2 km

Risultati
| Pos. | Corridore               | Squadra      | Tempo    |
| ---- | ----------------------- | ------------ | -------- |
| 1    | Carlos Alberto Betancur | Acqua & Sap. | 4h31'14" |
| 2    | Davide Rebellin         | Meridiana    | a 1"     |
| 3    | Matteo Rabottini        | Farnese Vini | a 3"     |

| Pos. | Corridore         | Squadra       | Tempo     |
| ---- | ----------------- | ------------- | --------- |
| 1    | Vincenzo Nibali   | Liquigas      | 22h33'52" |
| 2    | Riccardo Chiarini | Androni Gioc. | a 40"     |
| 3    | Franco Pellizotti | Androni Gioc. | a 44"     |

## Evoluzione delle classifiche
| Tappa              | Vincitore               | Classifica generale Maglia blu | Classifica a punti Maglia ciclamino | Classifica scalatori Maglia arancione | Classifica giovani Maglia bianca |
| ------------------ | ----------------------- | ------------------------------ | ----------------------------------- | ------------------------------------- | -------------------------------- |
| 1ª-1ª              | Enrico Rossi            | Enrico Rossi                   | Enrico Rossi                        | Julian Kern                           | Elia Favilli                     |
| 1ª-2ª              | Colnago-CSF Inox        | Sonny Colbrelli                | Enrico Rossi                        | Julian Kern                           | Enrico Battaglin                 |
| 2ª                 | Sacha Modolo            | Sonny Colbrelli                | Enrico Rossi                        | Gianluca Maggiore                     | Sonny Colbrelli                  |
| 3ª                 | Oscar Gatto             | Vincenzo Nibali                | Sacha Modolo                        | Gianluca Maggiore                     | Sonny Colbrelli                  |
| 4ª                 | Vincenzo Nibali         | Vincenzo Nibali                | Vincenzo Nibali                     | Vincenzo Nibali                       | Enrico Battaglin                 |
| 5ª                 | Carlos Alberto Betancur | Vincenzo Nibali                | Vincenzo Nibali                     | Vincenzo Nibali                       | Carlos Alberto Betancur          |
| Classifiche finali | Classifiche finali      | Vincenzo Nibali                | Vincenzo Nibali                     | Vincenzo Nibali                       | Carlos Alberto Betancur          |

## Classifiche finali

### Classifica generale - Maglia blu
| Pos. | Corridore               | Squadra       | Tempo     |
| ---- | ----------------------- | ------------- | --------- |
| 1    | Vincenzo Nibali         | Liquigas      | 22h33'52" |
| 2    | Riccardo Chiarini       | Androni Gioc. | a 40"     |
| 3    | Franco Pellizotti       | Androni Gioc. | a 44"     |
| 4    | Domenico Pozzovivo      | Colnago       | a 46"     |
| 5    | Davide Rebellin         | Meridiana     | a 1'18"   |
| 6    | Emanuele Sella          | Androni Gioc. | a 1'21"   |
| 7    | Matteo Rabottini        | Farnese Vini  | a 1'29"   |
| 8    | Carlos Alberto Betancur | Acqua & Sap.  | a 2'00"   |
| 9    | Kristijan Đurasek       | Adria Mobil   | a 2'14"   |
| 10   | Darwin Atapuma          | Colombia      | a 2'48"   |

### Classifica a punti - Maglia ciclamino
| Pos. | Corridore               | Squadra       | Punti |
| ---- | ----------------------- | ------------- | ----- |
| 1    | Vincenzo Nibali         | Liquigas      | 20    |
| 2    | Davide Rebellin         | Meridiana     | 16    |
| 3    | Riccardo Chiarini       | Androni Gioc. | 12    |
| 4    | Carlos Alberto Betancur | Acqua & Sap.  | 10    |
| 5    | Fabio Taborre           | Acqua & Sap.  | 10    |

### Classifica scalatori - Maglia arancione
| Pos. | Corridore         | Squadra       | Punti |
| ---- | ----------------- | ------------- | ----- |
| 1    | Vincenzo Nibali   | Liquigas      | 16    |
| 2    | José Serpa        | Androni Gioc. | 8     |
| 3    | Davide Rebellin   | Meridiana     | 8     |
| 4    | Franco Pellizotti | Androni Gioc. | 7     |
| 5    | Francisco Vila    | Utensilnord   | 6     |

### Classifica giovani - Maglia bianca
| Pos. | Corridore               | Squadra       | Tempo     |
| ---- | ----------------------- | ------------- | --------- |
| 1    | Carlos Alberto Betancur | Acqua & Sap.  | 22h35'52" |
| 2    | Enrico Battaglin        | Colnago       | a 5'29"   |
| 3    | Jan Hirt                | Leopard-Trek  | a 11'46"  |
| 4    | Fabio Felline           | Androni Gioc. | a 11'52"  |
| 5    | Luca Wackermann         | Lampre-ISD    | a 12'19"  |